# Pontes do Reno de Júlio César
As pontes de Júlio César sobre o Reno foram as duas primeiras pontes construídas no rio Reno das quais se tem notícia. Elas foram construídas pelo general Júlio César e suas legiões durante a Guerra Gálica entre 55 e 53 a.C.. Estrategicamente importantes, elas foram consideradas obras-primas da engenharia militar romana.

## Contexto
Durante a conquista romana da Gália, tornou-se necessário assegurar a fronteira oriental das novas províncias contra as rebeldes tribos germânicas. Elas se sentiam seguras na margem oriental do Reno, pois acreditavam que o rio era uma fronteira natural intransponível para grandes exércitos e por isso realizavam frequentes raides em território romano. César decidiu enfrentá-las e usou como pretexto o apoio aos ubianos, uma tribo aliada que vivia além do Reno. Apesar da possibilidade de atravessar o rio utilizando barcos oferecidos pelos ubianos, César decidiu construir uma ponte, o que serviria também para demonstrar o poderio romano e sua capacidade de levar a guerra até as tribos germânicas sempre que fosse necessários; ele próprio comentou em "Comentários sobre a Guerra Gálica" que esta abordagem estava mais em acordo com seu estilo e seu status.

## Construção

### Primeira ponte
A primeira ponte foi provavelmente construída entre Andernach e Neuwied, a jusante de Koblenz. No livro quatro de seus "Comentários", César fornece os detalhes desta ponte em viga de madeira. Pilares duplos de madeira foram nas margens do rio içando uma grande rocha e depois soltando-a, o que os fez penetrar até o leito. Os pilares mais a montante e mais a jusante foram inclinados e firmados com uma viga; múltiplos segmentos destes foram então ligados para formar a base da ponte. Modelos conflitantes já foram apresentados com base nesta descrição. Pilares separados a montante foram construídos para servir como barreiras protetoras contra destroços flutuantes e possíveis ataques; nas entradas da ponte, foram construídas torres de guarda. O comprimento da ponte tem sido estimado entre 140 e 400 metros, com uma largura de 7 a 9 metros. A profundidade do rio era de aproximadamente 9,1 metros no local.
A construção desta ponte demonstrou que Júlio César — e Roma — poderia ir aonde quisesse, mesmo que apenas por uns poucos dias. Como ele tinha 40 000 soldados à disposição, a obra toda foi realizada em meros 10 dias utilizando madeira cortada no local. Ele atravessou com suas tropas para a margem oriental, queimou algumas vilas, mas descobriu que as tribos dos sugambros e suevos haviam se mudado para o leste. Elas se juntaram e estavam preparadas para enfrentar os romanos, mas César soube do plano e rapidamente deixou a região, derrubando a ponte depois de passar por elas. A campanha toda durou apenas dezoito dias e não teve nenhuma batalha significativa.

### Segunda ponte
Dois anos depois, perto do local da primeira ponte, possivelmente onde hoje está Urmitz (perto de Neuwied), César construiu uma segunda ponte "em poucos dias", segundo ele próprio descreve no livro 6 dos "Comentários". Suas forças atacaram toda a região vizinha, mas não encontraram oposição, pois, mais uma vez, os suevos recuaram. Ao retornar para a Gália, esta segunda ponte também foi destruída.

## Resultados
A estratégia de César foi efetiva, pois ele conseguiu assegurar a fronteira leste da Gália. Ele demonstrou que o poderio romano poderia cruzar e certamente cruzaria o Reno e, a partir de então, incursões romanas importantes através do Reno foram contidas. Além disto, seu feito ajudou a consolidar sua fama em Roma.
Com a colonização romana do vale do Reno, pontes permanentes foram construídas mais tarde em Castra Vetera (Xanten), Colônia Cláudia Ara Agripinense (Colônia), Confluentes (Coblença) e Mogoncíaco (Mainz).